# Bernd Umbreit
Bernd Umbreit (* 1950 in Oberstenfeld) ist ein deutscher Dokumentarfilmer, der in Personalunion sowie gemeinsam mit Heidi Umbreit Buch, Produktion und Kamera seiner Filme betreut. 1984 gründete er die Produktionsfirma „Filme als Anliegen“.

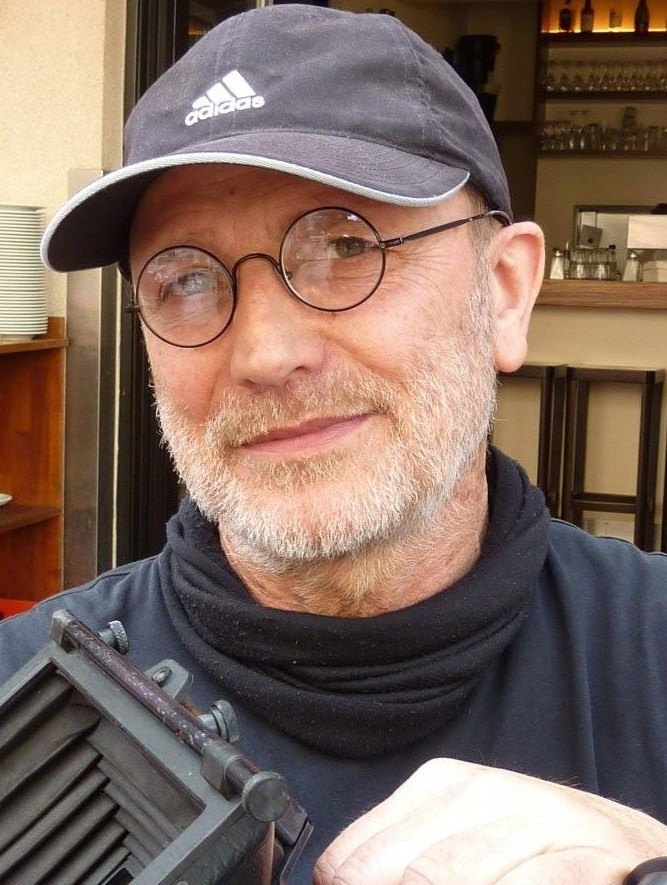
Bernd Umbreit

## Filmografie (Auswahl)
- 1987: Jeden Tag neu – Gefangenenseelsorger Petrus Ceelen
- 1988: Asphaltkreuze – Schicksale auf unseren Straßen
- 1989: Wenn Du zurückschaust, wirst Du sterben – Anatol Feid, Erfahrungen mit Drogensüchtigen
- 1990: Zwischen Angst und Diagnose
- 1991: Anonym
- 1991: Eiszeit – Schmelzversuche eines Lebenslänglichen
- 1992: Seelenmord – Als Kind mißbraucht und mißhandelt
- 1993: Ich habe abgetrieben – Wie Frauen damit fertig werden
- 1994: Der verlorene Sohn
- 1994: Der geteilte Pfarrer
- 1995: Der Tod auf der Warteliste – Menschenleben und Organtransplantation
- 1995: Die Rabenmutter – Aus Liebe zum Kind
- 1996: Im Lügengefängnis – Strafgefangene und ihre Angehörigen
- 1996: Die Chefin – der Chef
- 1997: Laurin – Zwei Mütter kämpfen um ein Kind
- 1997: Die Kunst zu trauern – Ein Muslim, ein Christ, ein Jude
- 1998: Scheidung ohne Scherben
- 1998: Meine letzten Worte an Euch – Gedanken von Sterbenden
- 1999: Wenn Ärzte Fehler machen – Vertuschen, Verleugnen, Vergeben
- 1999: Alptraum einer Nacht – Wenn Ehedramen tödlich enden
- 1999: Eine Niere für die beste Freundin
- 2001: Schatten des Todes
- 2001: Die Drittfrau – Eine deutsche in Westafrika
- 2002: …dann hau ich eben ab!
- 2003: Sam und Tim – Geboren an der Grenze zum Leben
- 2004: Fenster zur Freiheit – Hoffnung für eine Lebenslängliche
- 2005: Ich war das perfekte Kind
- 2006: Die Gnadenhochzeit
- 2006: Zeit, die mir noch bleibt
- 2007: Geld oder Glaube – Ein Jahr Konfirmandengruppe
- 2008: Die Entscheidung – Trennung oder Neubeginn
- 2009: Hallo Jule, ich lebe noch
- 2011: Essstörung
- 2012: Tour ins Ungewisse – Die unverwüstlichen Vier
- 2015: Das Dorf der Stille
- 2016: Mehr Freiheit wagen
- 2019: Das Schweigen brechen
- 2020: Ein anderes Leben[1]

## Preise
- 1988: Christophorus-Team-Preis, für Asphaltkreuze – Schicksale auf unseren Straßen
- 1989: Deutscher Wirtschaftsfilmpreis, für Asphaltkreuze – Schicksale auf unseren Straßen
- 1995: Goldener Kompass (KEP), für Ich habe Abgetrieben
- 2000: Deutscher Kamerapreis[2], Kategorie „Reportage“, für Eine Niere für die beste Freundin
- 2004: Deutscher Kamerapreis[2], Kategorie „Reportage“, für Sam und Tim – Geboren an der Grenze zum Leben
- 2004: Bayerischer Fernsehpreis[3], für Sam und Tim – Geboren an der Grenze zum Leben
- 2006: Richard-von-Weizsäcker-Journalistenpreis[4], für Zeit, die mir noch bleibt
- 2006: Deutscher Kamerapreis[2], Kategorie „Reportage“, für Zeit, die mir noch bleibt
- 2006: CFF-Filmpreis David, Kategorie „Non-Fiktional“, für Zeit, die mir noch bleibt
- 2010: Deutscher Sozialpreis, für Hallo Jule, ich lebe noch
- 2011: Sonderpreis des Journalistenpreises „Pro Ehrenamt – Hermann Wilhelm Thywissen-Preis“, für Hallo Jule, ich lebe noch
- 2011: CFF-Filmpreis David, Kategorie „Non-Fiktional“, für Hallo Jule, ich lebe noch
- 2012: Deutscher Journalistenpreis für Orthopädie und Unfallchirurgie, für Tour ins Ungewisse – Die unverwüstlichen Vier